# Kasernierte Volkspolizei
Kasernierte Volkspolizei (~ Kasernovaná lidová policie, zkratkou KVP) byla předchůdkyní ozbrojených sil Německé demokratické republiky. Sídlo velitelství Kasernierte Volkspolizei se zpočátku nacházelo ve východoberlínské čtvrti Adlershof a od roku 1954 ve Strausbergu severovýchodně od Berlína. V roce 1956 byla Kasernierte Volkspolizei oficiálně přeměněna na ozbrojené síly NDR, Nationale Volksarmee.
V říjnu 1948 vojenská správa sovětské okupační zóny Německa zřídila pořádkovou policii. Jednalo se o ozbrojené jednotky, které byly umístěny v kasárnách a procházely vojenským výcvikem. Tato pořádková policie se skládala ze 40 jednotek po 100 až 250 mužích. Velkou část důstojníků a mužstva tvořili bývalí vojáci wehrmachtu, kteří byli drženi jako váleční zajatci v Sovětském svazu.
V listopadu 1948 přešlo toto těleso, spolu s pohraniční stráží, do podřízenosti vznikajícího východoněmeckého ministerstva vnitra (Deutsche Verwaltung des Innern, DVdI) v rámci Hlavní správy pohraniční policie a zásahových jednotek (Hauptabteilung Grenzpolizei und Bereitschaften, HA GP/B). Toto oddělení bylo 25. srpna 1949 přejmenováno na Školící správu (Verwaltung für Schulung, VfS) a 15. října 1949 na Hlavní výcvikovou správu (Hauptverwaltung für Ausbildung, HVA). Nakonec byla jednotka 1. června 1952 přejmenována na Kasernierte Volkspolizei. Kromě pozemních vojsk měla KVP také námořní a letecké síly. V prosinci 1952 se KVP skládala z 90 250 mužů. Formace byla pod přísným ideologickým dohledem východoněmecké vládnoucí Sjednocené socialistické strany Německa (Sozialistische Einheitspartei Deutschlands, SED).
Dne 1. března 1956 byla Kasernierte Volkspolizei přeměněna na armádu NDR a přešla pod ministerstvo obrany. Krátce poté ministerstvo vnitra zřídilo nové zásahové jednotky pořádkové policie Volkspolizei-Bereitschaften.

## Galerie

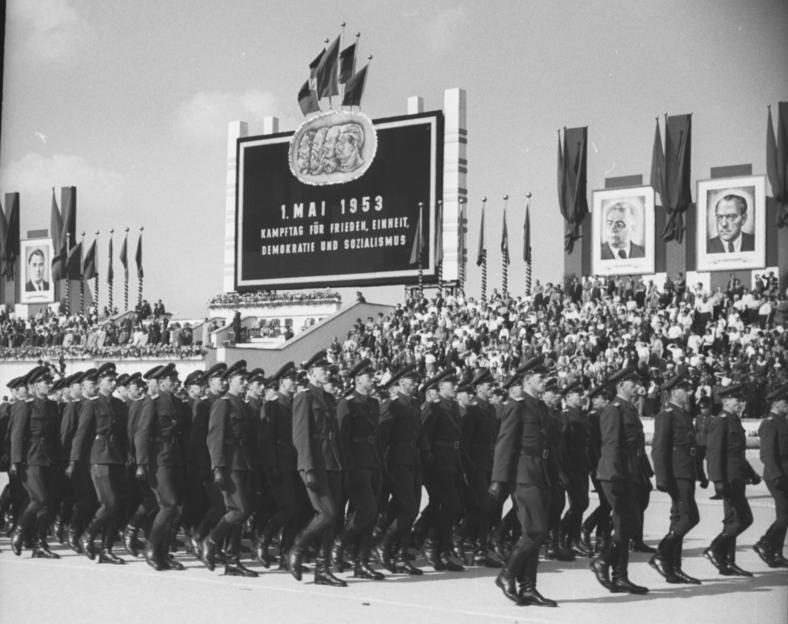
KVP při prvomájové přehlídce 1953 na Marx-Engels-Platz v Berlíně
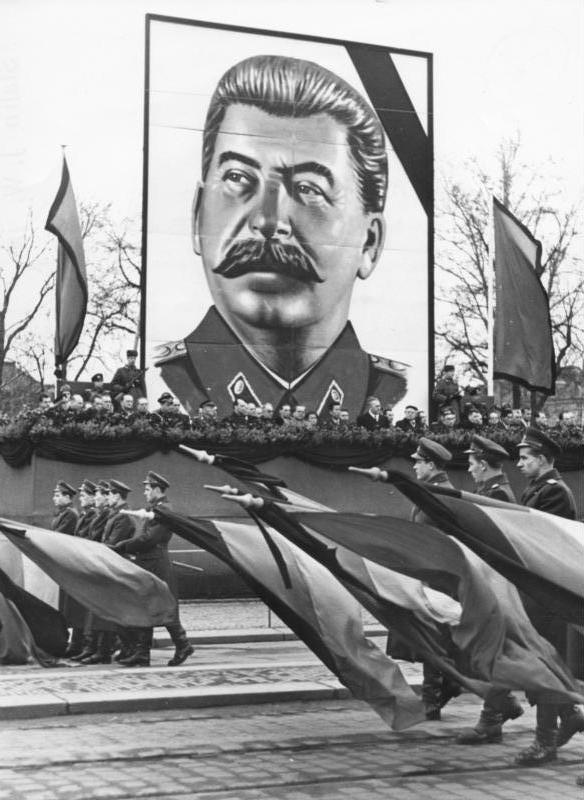
Přehlídka KVP po smrti J. V. Stalina
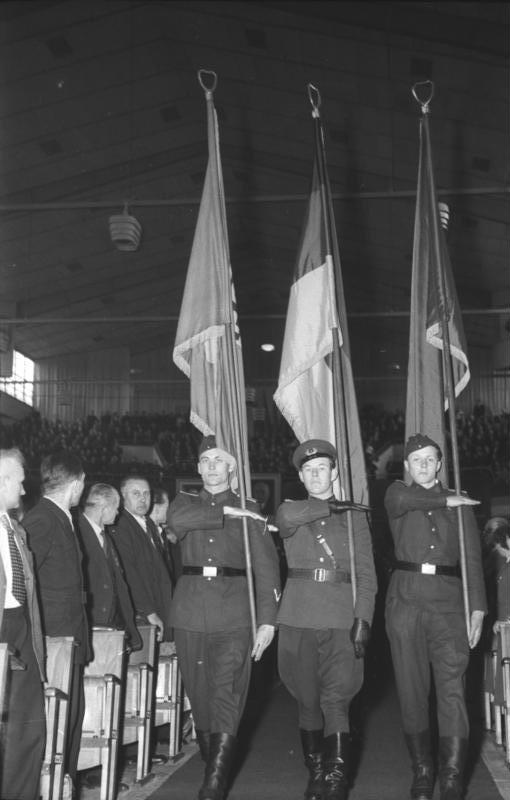
KVP na IV. sjezdu SED, 1954
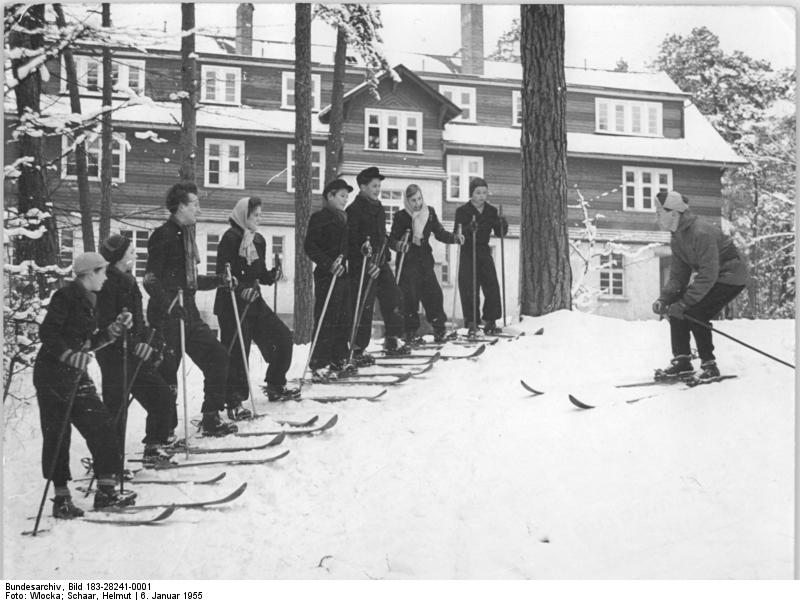
Lyžařský výcvik, 1955